# Festuca altaica
Festuca scabrella là một loài thực vật có hoa trong họ Hòa thảo. Loài này được Trin. ex Ledeb. mô tả khoa học đầu tiên năm 1829.

## Hình ảnh

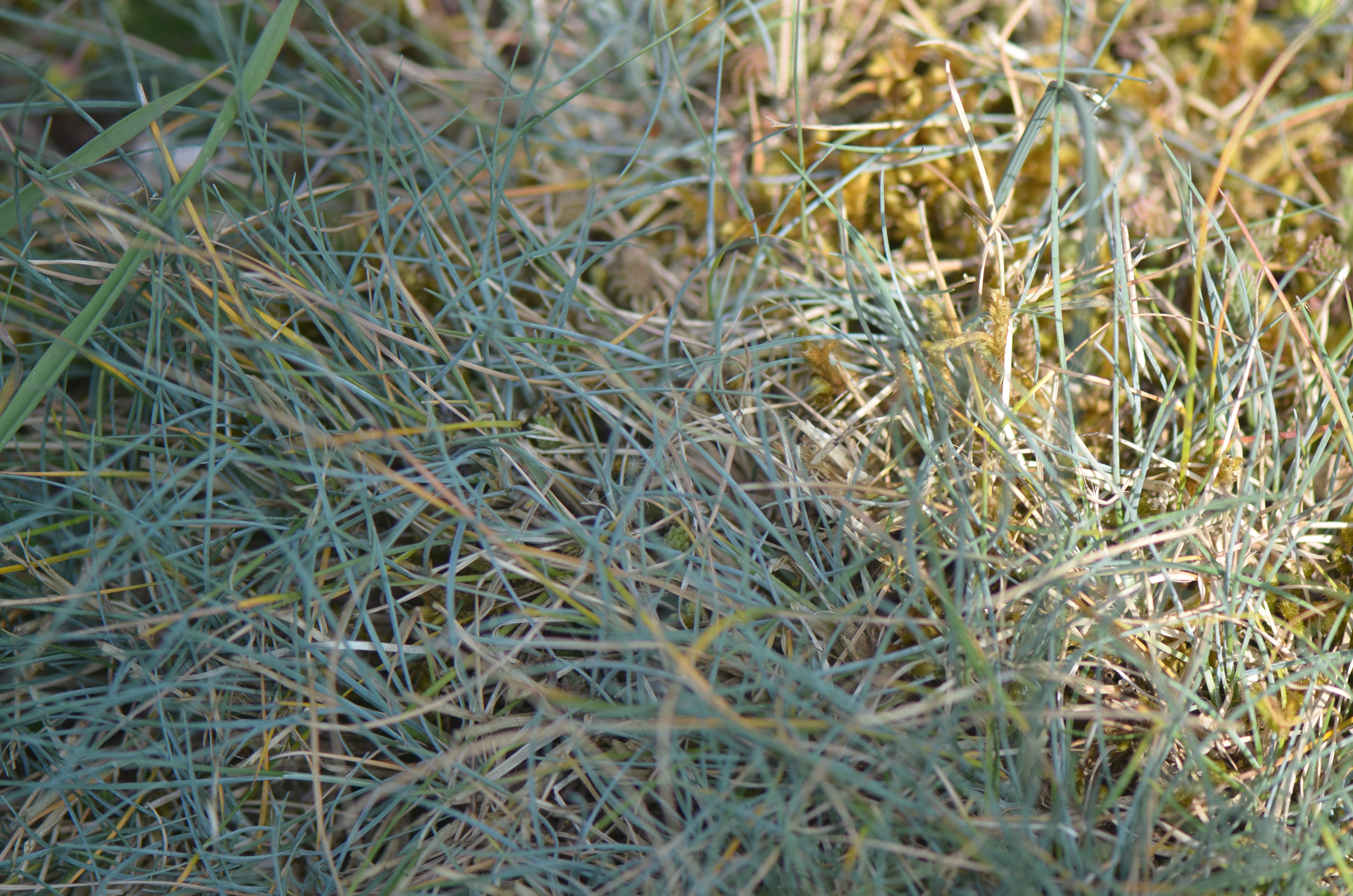
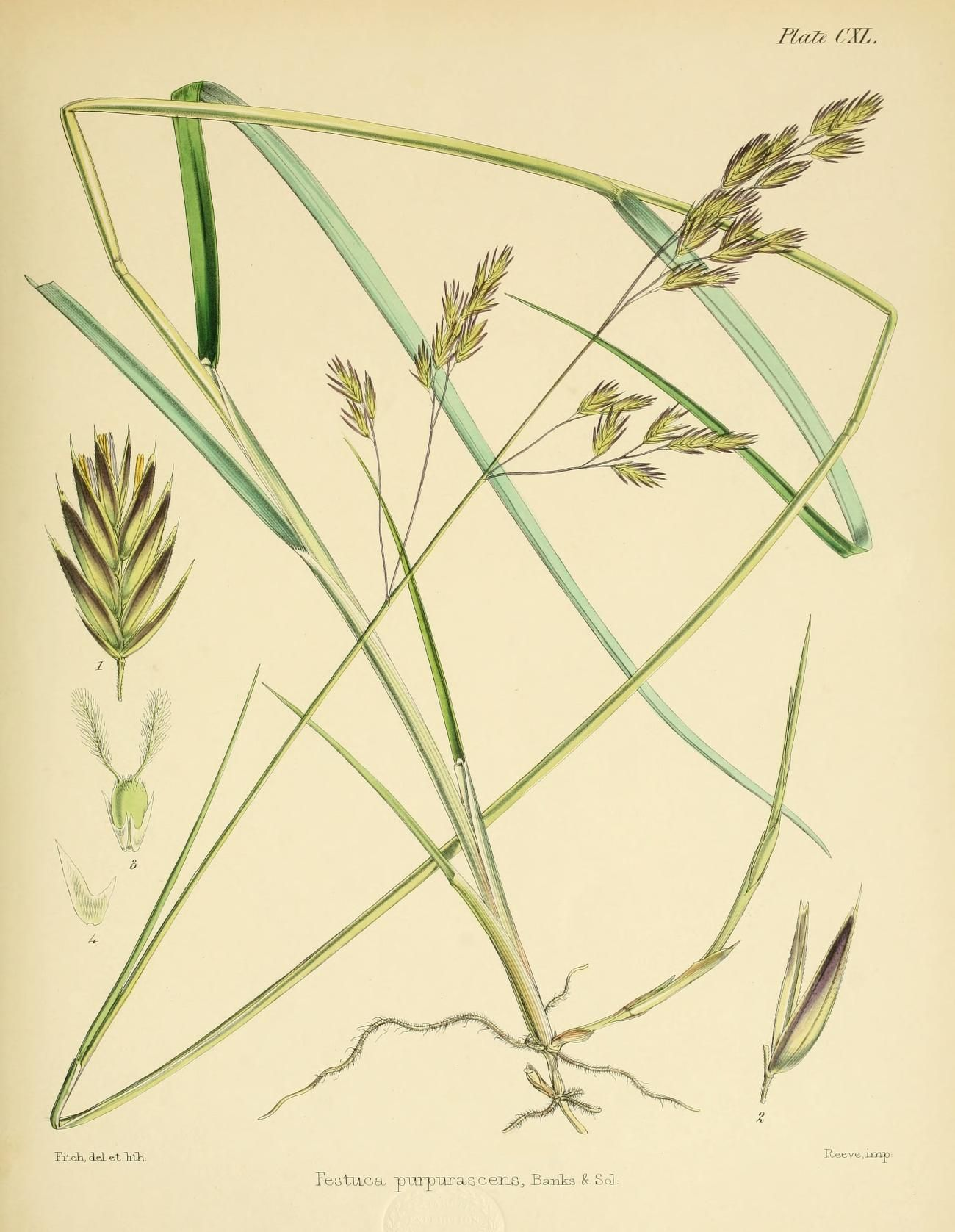
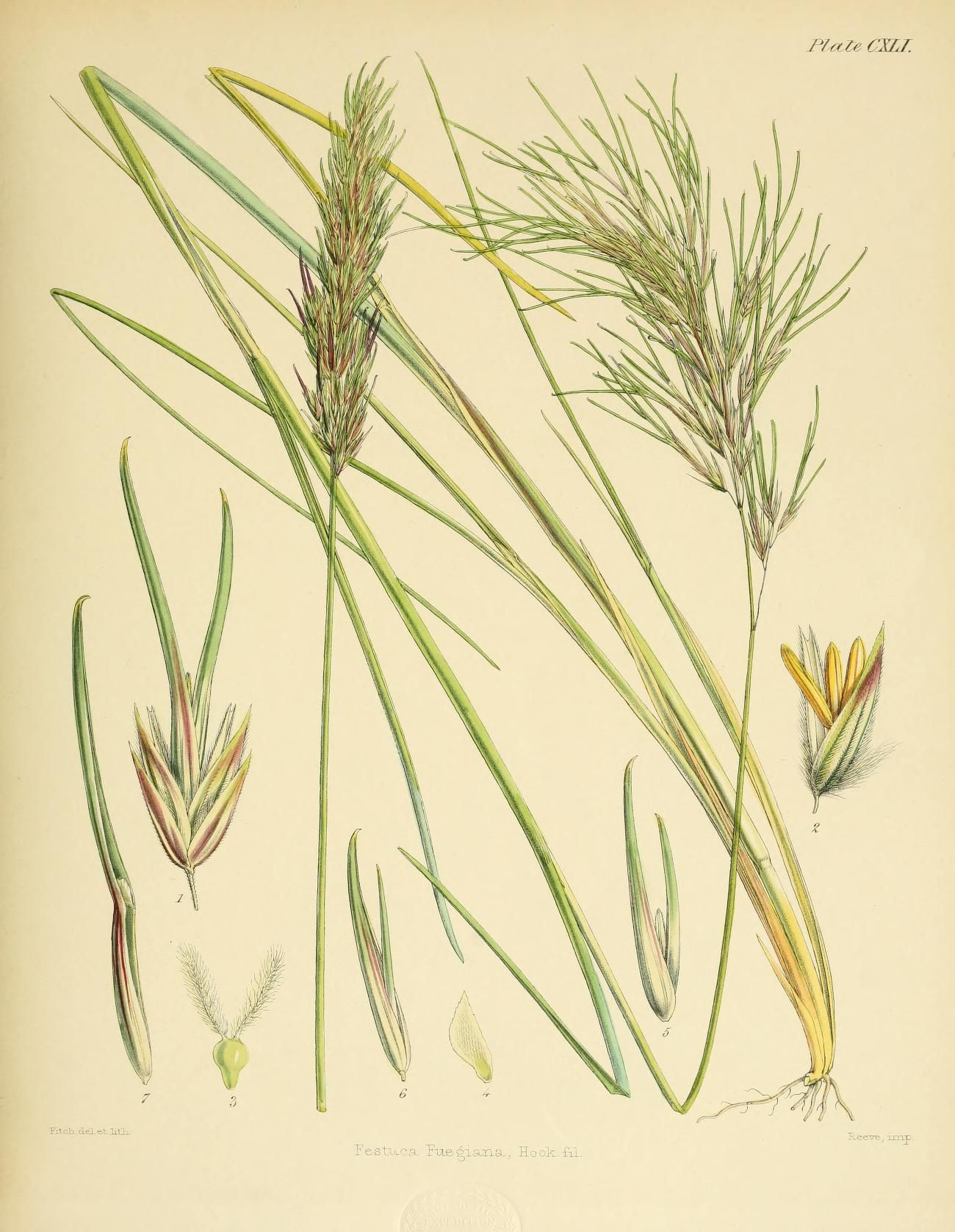
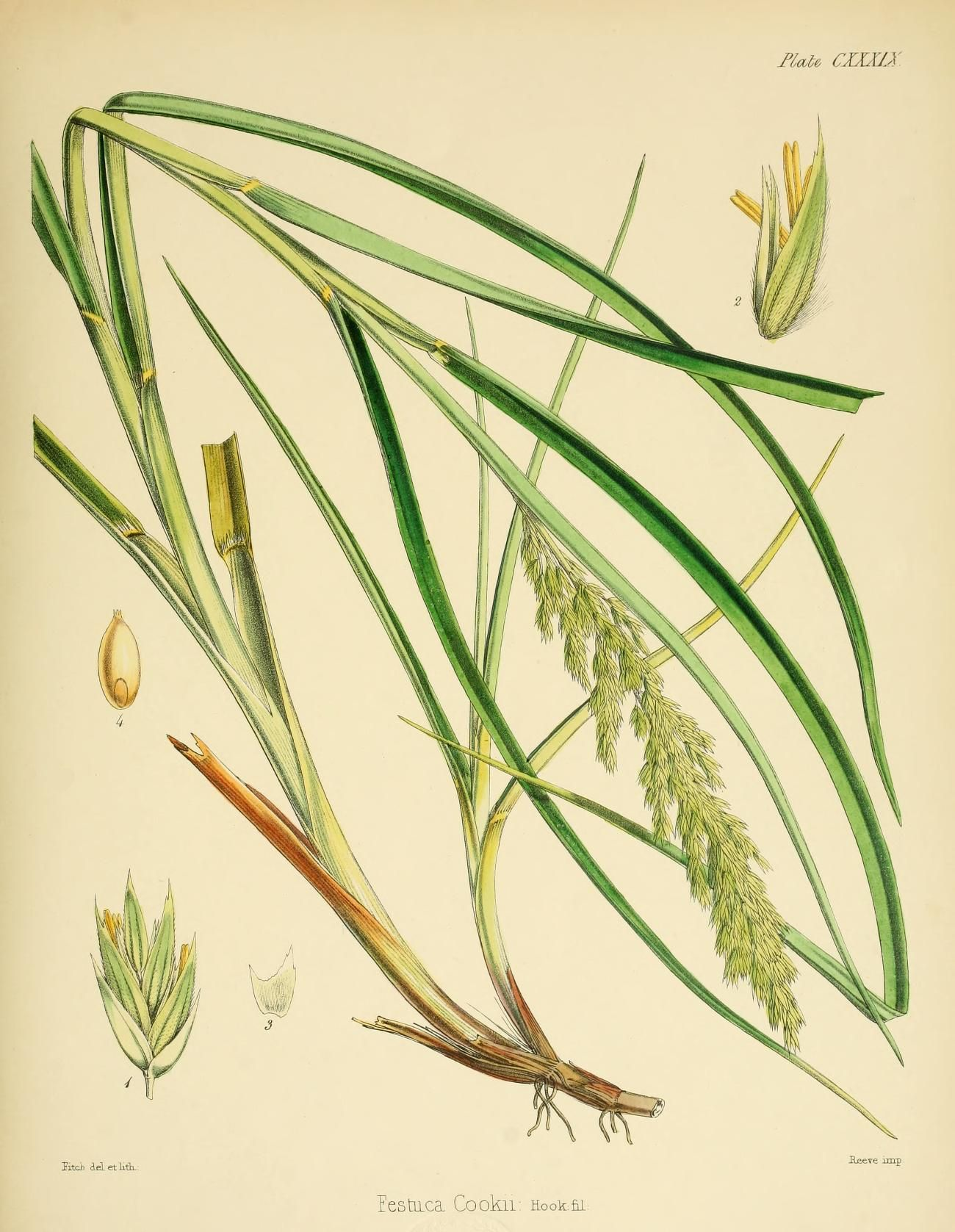